# Jagdpanzer VI Jagdtiger
Panzerjäger Tiger Ausf B (Sd.Kfz.186), mer känd som Jagdpanzer VI Jagdtiger, eller bara Jagdtiger, var en tysk pansarvärnskanonvagn basered på chassit från den tunga stridsvagnen Tiger II. Den var konstruerat av Henschel under andra världskriget och gjorde tjänst under den senare delen av andra världskriget. Fordonet var det tyngsta, tyngst beväpnade och bepansrade, serietillverkade pansarfordon som användes under andra världskriget (Panzerkampfwagen VIII Maus var tyngre men av den tillverkades endast ett fåtal prototyper). Det hade dock en begränsad hastighet och rörlighet på grund av sin tyngd och drabbades ofta av mekaniska fel.

## Historia
Efter att produktionen av stridsvagnen Tiger II hade påbörjats 1943 inledde tyskarna utvecklingen av en pansarvärnskanonvagn baserad på Tiger II:s chassi. Produktionen av pansarvärnskanonvagnen påbörjades 1944. 150 fordon beställdes men endast 70 till 88 levererades i två varianter på grund av allierade bombräder mot fabriken Nibelungenwerke i österrikiska Sankt Valentin, räderna ledde också till brist på material. Fordonet togs i tjänst 1944 och deltog i Ardenneroffensiven och i försvaret av Tyskland under krigsslutet.

## Uppbyggnad och data
Fordonet konstruerades genom att man byggde en kasematt på ett Tiger II-chassi som kanonen monterades i. Jagdtiger tillverkades med två olika upphängningar, en från Henschel och en från Porsche. Fordonet vägde officiellt 70 ton, men lastad med besättning, ammunition och extra stridsutrustning uppgick vikten till så mycket som 76 ton. En stor del av vikten berodde på det tunga pansaret som var 250 mm tjockt på kasemattens framsida. Sidorna och baksidan av kasematten var 80 mm tjocka. Kasemattens frontpansar hade en svag lutning på 15 grader.
Motorn var en Maybach HL 230 P30 Bensinmotor på 700 hk. Detta var samma motor som satt i den lättare Jagdpanthern men hade högre bränsleförbrukning och gav kortare räckvidd då motorn måste gå för full kraft för att driva den tyngre Jagdtigern. Jagdtigern uppnådde en hastighet i terräng på endast 14,5 km/h.
Fordonet var mekaniskt opålitligt och man misstänkte även att tillverkningen saboterades av utländska slavarbetare då metallspån hittades i många oljefilter. Fordonet hade också en hög profil vilket gjorde den lättare att upptäcka för fienden.
Besättningen uppgick till sex man: förare, radiooperatör, vagnsbefäl, skytt och två laddare.
Huvudbeväpningen bestod av en 128 mm kaliber Pak 44-kanon som hade en effektiv räckvidd på 4000 meter. På grund av att ammunitionen var så stor och tung (cirka 50 kg per granat) använde man laddningshylsa (hylsan och projektilen förvarades separat tills det var dags att ladda kanonen). Detta förfarande krävde två laddare och gjorde, tillsammans med det faktum att kanonen måste föras tillbaka till noll graders elevationsvinkel för att hylsan skulle kunna kastas ut efter skott, att eldhastigheten blev låg. Å andra sidan kunde vapnet med lätthet slå ut vilket allierat pansarfordon som helst. Det fanns plats för 40 granater i fordonet (40 hylsor + 40 projektiler). Det fanns både pansargranater och spränggranater till vapnet. Kanonen kunde sänkas 7,5 grader, höjas 15 grader och kunde vinklas 10 grader i sidled. Detta gjorde att hela fordonet måste förflyttas för att rikta kanonen i större vinklar i sidled, något som bidrog till mekaniska sammanbrott på grund av påfrestningar på maskineriet.

## Varianter
Panzerjäger Tiger Ausf. B Jagdtiger "Sd.Kfz. 186"
Även kallad Jagdpanzer VI Jagdtiger, Jagdtiger var standardvarianten av Jagdtiger. Beväpning på Jagdtiger "Sd.Kfz. 186" bestod av en 128 mm Pak 44 L/55 kanon som var en vidare utveckling av luftvärnskanonen 128 mm Flak 40. Denna kanon kunde penetrera över 250 mm pansar på 500 meter. Jagdpanzer VI Jagdtiger tillverkades i endast 77 exemplar under 1944–1945 och sattes in i strid på västfronten i två tunga pansarvärnsbataljoner. Dess effekt på striderna var minimal.
Panzerjäger Tiger Ausf. B Jagdtiger "Sd.Kfz. 185"
På grund av det låga antalet 128 mm Pak 44 L/55-kanoner byggdes 20 Jagdtiger med 88 mm Pak 43 L/71-kanoner[källa behövs]. Dessa fick till och med sin egen beteckning som blev Sonderkraftfahrzeug 185, kort Sd.Kfz. 185. Ett kortare namn som brukar användas är Jagdtiger mit pak 43 eller bara Jagdtiger 88. Det är osäkert om dessa deltog i någon strid.
Panzerjäger Tiger Ausf. B Jagdtiger "Sd.Kfz. 186" Versuchsfahrzeug mit Porsche-Laufwerk
Denna variant av Jagdtiger hade en upphängning konstruerad av Porsche. 10 fordon byggdes med denna upphängning. Upphängningen var designad för att vara billigare och snabbare att bygga. Den klassiska Henschelupphängningen kostade 866 000 Riksmark och tog 360 arbetstimmar att bygga medan Porsches design kostade 462 000 Riksmark och bara tog 140 arbetstimmar att bygga. Projektet var lyckat och det är troligt att denna design av upphängning skulle komma att användas på alla framtida Jagdtiger och Tiger II-vagnar. Förutom upphängningen var det ingen skillnad mellan denna variant av Jagdtiger och standard Jagdtiger.
12,8 cm Panzerjäger Tiger Ausf. B "design 1 AFK 31 850"
Detta var ett förslag från Krupp den 24 september 1943 under utvecklingen av Jagdtiger (då kallad 12.8 cm panzerjäger). Man ville montera en L/70-variant av Pak 44 på Tiger II-chassit. Man tänkte då göra detta genom att ha stridsrummet längst bak i vagnen och ha motorn framme bakom växellådan. Detta koncept testades men problem uppkom med att ha motorn framme och projektet kom inte längre. Kanonen skulle använda laddningshylsor. Hylsan skulle vara hela 1,13 meter lång.
12,8 cm Panzerjäger Tiger Ausf. B "design 1 AFK 31 870"
När design 1 AFK 31 850 misslyckades gick man vidare till design 1 AFK 31 870 som då hade motorn där bak som på en vanlig Tiger II och stridsrummet i mitten. Denna variant började diskuteras den 21 oktober 1943. 128 mm L/70-kanonen kunde fästas i samma lavett som 128 mm L/55-kanonen och krävde därför minimala modifieringar. Dock ledde denna konfiguration till nya problem. Pipan var så lång att det skapade problem med vagnens framkomlighet under körning och transport, speciellt under tågtransport. Pipan slutade 4,9 meter framför vagnen. Man tänkte lösa detta genom att skjuta in kanonen över motordäcket under transport vilket skulle minska längden med 2,9 meter. Samma funktion fanns på den svenska Pvkv-vagnen Pvkv m/43 som då kunde skjuta in sin kanon bakåt i stridsrummet under transport. För att skydda kanonen skulle extra pansarskydd kunna fällas upp bakom vagnen runt kanonens slutstycke, alternativt att man skulle förlänga kasematten bakåt ovanpå motordäcket. För att ge plats i stridsrummet skulle man använda samma ammunition som L/55-kanonen. Hylsan på denna ammunition var bara 0,9 meter lång. Dock kom projektet inte längre då L/55-kanonen ansågs tillräckligt kraftfull.
Panzerjäger Tiger Ausf. B Jagdtiger mit 12,8 cm L/66
Detta var ett projekt av Krupp från november 1944 då man föreslog att förlänga Jagdtigers 128 mm Pak 44-kanon från L/55 till L/66. Detta skulle öket genomslaget på kanonen men skulle lätt till en massa problem utanför strid. Precis som de tidigare L/70-projekten gjorde längden på pipan att det blev problem under körning och transport. Även här tänkte man tänkte lösa detta genom att skjuta in kanonen över motordäcket under transport. Projektet övergavs i januari 1945 eftersom det inte var värt det arbete som krävdes samt att L/55-kanonen ansågs vara tillräcklig. På grund av den långa kanonen som behöver skjutas in och ut mellan strid och transport omklassificerade Wa Prüf 6 (överbefälhavare över tyskt pansar) varianten till tungt artilleri.

### Trycka verk
- Peter Chamberlain, Hilary Doyle (1999). Thomas L. Jentz. red. Encyclopedia of German Tanks Of World War Two (andra). Arms & Armour. ISBN 1-85409-518-8